# Пагана, Федерико да
Федерико да Пагана (итал. Federico da Pagana; Генуя, 1315 — Генуя, 1406) — дож Генуэзской республики.

## Биография
О биографии Федерико Пагано известно довольно мало. Он был сыном Николо Пагана, который участвовал в фортификации генуэзской колонии Каффа в Крыму. Федерико, предположительно, родился в Генуе около 1315 года, его семья происходила из деревни Сан-Микеле-ди-Пагана, в окрестностях Рапалло.
С юности Пагана занимался торговлей. В возрасте 25 лет он был среди избирателей первого дожа Симона Бокканегра. Началом карьеры в политике для него стало назначение послом к нескольким дворам итальянских герцогств, в том числе Висконти, а также специальным посланником в Вене при дворе Карла IV Люксембурга.
Почти единогласно Пагана был избран 7 апреля 1383 года новым дожем Генуи, но его правление не продлилось и дня, так как он был свергнут в тот же день. Опытный и проницательный политик Леонардо Монтальдо сумел отменить выборы и провести своё назначение в качестве нового дожа. После этого эпизода Федерико Пагана навсегда исчезает с переднего края генуэзской политики. Он умер в Генуе в 1406 году и был погребен в церкви Сан-Доменико.